# Always…
Always… ist das Debütalbum der niederländischen Band The Gathering. Es erschien im Jahr 1992 bei Foundation 2000.

## Entstehung und Veröffentlichung
Nach zwei Demoaufnahmen konnten The Gathering einen Plattenvertrag mit Foundation 2000 unterzeichnen. Aufnahmen für das Debütalbum fanden von Ende Februar bis Anfang März 1992 statt. Henk van Koeverden war als Gastmusiker (Keyboard) beteiligt. Nach der Veröffentlichung von Always… trat die Band in Belgien und Israel auf. Da jedoch die Zusammenarbeit mit den Sängern Bart Smits und Marike Groot nicht funktionierte, mussten beide die Band verlassen. Sie wurden schließlich durch Niels Duffhues und Martine van Loon ersetzt.

## Titelliste
1. The Mirror Waters – 7:10
2. Subzero – 6:52
3. In Sickness and Health – 7:00
4. King for a Day – 6:35
5. Second Sunrise – 6:42
6. Stone Garden – 4:58
7. Always… – 2:38
8. Gaya’s Dream – 6:02

## Stil
The Gathering spielen auf dem Album eine Mischung aus Death-, Doom- und Gothic Metal. Die längeren Stücke sind mit ihren Tempo- und Stimmungswechsel meist komplex strukturiert, es überwiegen langsamere und düstere Passagen. Das Keyboard spielt in der Instrumentierung eine wichtige Rolle. Bart Smits singt guttural. In der Presse wurden Vergleiche zu Paradise Lost und Tiamat gezogen.

## Rezeption
Die Reaktionen auf das Album waren überwiegend positiv. Ernis von metalstorm.net bezeichnet Always… als ein „gutes Doom-Death-Album“, schätzt die späteren Veröffentlichungen mit Anneke van Giersbergen jedoch höher ein. Robert Müller findet die Stücke zwar „nicht immer so überzeugend strukturiert“ und hält das Album insgesamt für eine „[z]iemlich merkwürdige, aber mit Sicherheit auch ziemlich originelle Angelegenheit.“ Frank Albrecht vom Rock Hard lobt die „leicht depressiv-düster wirkenden Kompositionen“ und findet das Album „[e]infach schaurig-schön“.